# 蔡添强
蔡添强（Chua Tian Chang，1963年12月21日—），马来西亚政治人物、前人民公正黨副主席，生于马六甲，中学毕业后到澳洲深造。曾经担任吉隆坡峇都选区的国会议员（2008年至2018年）。

## 生平
中學時期在馬六甲公教國民型華文中學就讀。早在澳洲求学期间便积极参与社会远动，1983年在悉尼大学修读农业糸时，就他就因为澳洲政府突然大幅度提高学费，而与同学展开反抗运动，他虽三次被捕，但从未被判罪成。在他还未修完学业时，茅草行动爆发，他即参与在澳洲成立的马新人权支援团。1990年，全力协助大马人民之声的资料收集与监督工作，支援在内安法令下被捕的人士。
 （页面存档备份，存于）

参与两年多社会运动之后，他觉得需要开创新路向，后选择了设在香港的亚洲讯资料中心为落脚地。1991年起即在该中心与6名同事协助亚洲工运瞭解区域性的发展，提供工运领袖培训计划，并出版一糸列的书籍。
 （页面存档备份，存于）

1997年回返大马之前，曾赴荷兰海牙的社会学学院，攻读人力资源管理硕士毕业后返国后再度参与人民之声的活动，同时开始与数位工运份子筹组劳工资料中心。1998年安华鸡奸案发生后，他成为非政府组织人民民主阵线主席，进而加入人民公正党担任副主席。民众称他为“街头斗士”，蔡添强明白宪法赋予所以马来西亚人的权益，极力替百姓发声参与和平抗议，无数次的和平抗议行动被捕，无数次并被控上法庭依然撼动不了蔡添强的继续为人民发声永不后退，永不放弃的精神就是蔡添强。
 （页面存档备份，存于）

1998年前副首相安华下台后欲创立新政党，而参照先前案例不论伊党或46精神党未能创造属于全马来西亚人的政党。当时的社运领袖蔡添强和其他领袖与安华共同商量何不创立一个多元种族属于全马来西亚人的政党，在配合磨合下达到共识历经数年终于在2003人民公正党终于成立了。
 （页面存档备份，存于）

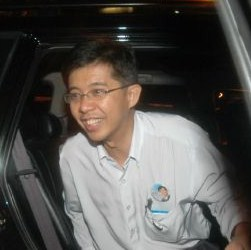
蔡添强（摄于2008年）

2008年3月8日在第12届全国大选中当选成为吉隆坡峇都选区的国会议员。2013年選舉中獲得連任成功。2018年因罰款金額2000令吉以致失去提名資格而没有上阵，由峇拉峇卡蘭以獨立人士身份替代自己上陣，且向選民聲明投選峇拉峇卡蘭代表投選自己，之後峇拉峇卡蘭勝選峇都下議院一席。

## 事件

### 选委会取消竞选资格
2018年4月28日，[选举委员会取消蔡添强竞选资格]为了维护和平抗议参与群众，被警方逮捕。被警方释放时，坚持要等所有和平抗议的群众都获释才离开。当时警方发出严厉警告，强调蔡添强必须离开警局。蔡添强依然坚持原则，未步出警局大门再次被拘留并后因此事被控告擅闯警局禁区被地方法庭判裁决罚款。在第十四届大选之时选举委员官员利用法庭判决拒绝接受蔡添强提名，并禁止参选。

### 拒绝制造补选
14届大选被取消竞选资格后，蔡添强全力支持一位独立候选新人，大力拉票和以往的政绩获得当地选民支持，在蔡添强支持下的候选人得高票胜出。在2019年希盟迎来数次补选，或制造补选。2019年9月7日，高庭宣布在第14届大选，选委会取消其资格是错误的。当高庭裁决蔡添强依然拥有竞选资格后本可以上诉进行补选，但后者深知补选劳民伤财拒绝制造补选，并且全力支持的新议员坐满届的决定。

### 入朝内阁
希盟执政期间，数位以上议员资格获委正副部长。身为党副主席和以往从政政绩，希盟政府和时任首相极力推荐蔡添强入阁。放眼当时公正党主席依然不选择入朝，蔡添强也跟随党主席步伐让路于其他希盟成员。原沙巴民兴党署理主席时任贸工部长洞察马来西亚生产力机构表现差强人意，并邀请担任机构主席。在这期间马来西亚生产力机构也成功简化多个政府机构和部门繁杂的事项进行优化改善，大幅度的提升政府机关运作和表现。
1. ↑  . 東方網. 2018-04-27  [2018-04-28]. （原始内容存档于2018-04-29）.
2. ↑  .   [2021-06-08]. （原始内容存档于2021-06-08）.
3. ↑  .   [2021-06-08]. （原始内容存档于2021-06-08）.

 （页面存档备份，存于）

### 公正党协调元老
蔡添强身为公正党建党元老之一，多年极力调停者党内重大事务，2015年马来西亚伊斯兰党和民联关系开始闹僵，蔡添强扮演主要协调人极力挽留伊党使其同意继续留在民联。2016年时任雪州大臣被控，公正党内投机分子极力使绊并以加影行动制造补选，全力支持公正党主席接任大臣。此事后公正党主席再次被控和入狱，导致雪州民联四分五裂。蔡添强为此事不断与皇室和民联协调为稳大局为重再次出手调停。
 （页面存档备份，存于）

### 公正党和事佬
2019年12月8日。公正党主席与时任署理主席关系决裂，两派斗争进入白日化。蔡添强深知公正党身为新政府最大执政党，稳固和团结的气氛士气极为重要。大部分领袖开始选边站而蔡添强依然选择为巩固党，深知共患难易，共富贵难，坚决担任和事佬调停各派势力。这也导致极端分子开始攻击蔡添强，并将他视为亲署理主席派系。
 （页面存档备份，存于）

### 被极端支持者殴打
2020年3月1日，马来西亚政局变天后，希盟领袖在公正党总部开会后陆续离开，被视为阿兹敏派阵营的蔡添强在离开党总部时，遭公正党极端支持者投掷水瓶、路锥，和洒水。极端支持者愤怒和泄愤朝他大喊“叛徒”。蔡添强准备乘车离开时被极端支持者攻击了眼睛，警方其后马上进行调查和对涉案者进行逮捕。
 （页面存档备份，存于）

### 名师高徒
自蔡添强从政以来注重培养新力军。其幕僚更出了数位国会议员，州行政议员，州议员，也有的在希盟政府期间被各部长聘用担任特别事务官处理各部门大小事务。对幕僚提拔和教导，蔡添强提倡传承，极力为国家举贤，对门生幕僚的选择的要求，其学历，毅力，执行能力，德行进行严格筛选和慎重考虑。幕僚得出府后大都精通于辅，事，调，参四项以便日后能为大众服务，熟悉各部门运作和胜任解决大众困难。
 （页面存档备份，存于）

### 评论马哈迪
2020年11月26日，2021年马来西亚联邦政府财政预算案二讀表決，前首相马哈迪·莫哈末是起立支持記名投票的13名國會議員之一。11月27日，蔡添强在臉書表示自己對馬哈迪不屈不撓的精神致敬：「无论喜欢不喜欢他、认同还是不认同他的观点，我们不禁要向老马不屈的斗志由衷致敬。身为后辈，我们惭愧。」。